# 茜屋宗佐
茜屋 宗佐（あかねや そうさ、生没年不詳）は、戦国-安土桃山時代の茶人。通称太郎右衛門。別名吉松。

## 経歴・人物
堺の人物。茜屋宗休の子。
武野紹鴎に学ぶ。鶴首茶入れや大名物の柿形茶入れ（茜屋柿）などを所蔵した。堺の大小路に居所があった豪商・津田宗及が記した『天王寺屋会記』の天文20年2月16日の条などにその名がみえる。